# Au revoir Taipei
Pour plus de détails, voir Fiche technique et Distribution.
Au revoir Taipei (一頁台北) est un film américano-germano-taïwanais réalisé par Arvin Chen et sorti en 2010. Cette comédie dramatique qui mêle intrigue romantique et polar décalé est le premier film d'Arvin Chen. Il a été récompensé par plusieurs prix dans des festivals de cinéma internationaux.

## Synopsis
L'histoire se déroule à Taipei en 2010. Âgé d'une vingtaine d'années, Kai veut aller rejoindre sa copine, partie étudier à Paris. Dans l'espoir d'aller bientôt en France, il passe de longues nuits à étudier le français à la sauvette, dans une librairie dont il se sert comme d'une bibliothèque. Susie, une jeune fille qui travaille là, le remarque et commence à s'intéresser à lui. 
Dans le même temps, l'ami de Kai, Gao, est amoureux d'une de ses collègues de travail, Peach. 
En parallèle, Frère Bao, un mafieux qui dirige une agence immobilière servant de couverture à ses activités envisage de se retirer des affaires et de passer la main à son neveu Hong. Mais il doit auparavant récupérer un paquet qui lui assurera des vieux jours tranquilles...
Au cours d'une seule nuit inhabituelle, ces personnages se croisent dans une histoire un peu folle, au terme de laquelle Kai découvre que l'amour est finalement plus proche qu'il ne le pensait.

## Fiche technique
- Titre original : 一頁台北
- Titre français : Au revoir Taipei
- Titre international : Au Revoir Taipei (en français, typographié à l'anglaise)
- Réalisation : Arvin Chen
- Scénario : Arvin Chen
- Image : Michael Fimognari
- Montage : Justin Guerrieri
- Musique : Du-Che Tu
- Production : In-Ah Lee, Wei-Jan Liu, Michelle Cho, Oi Leng Lui
- Pays :  Taïwan,  États-Unis,  Allemagne
- Langues : minnan, mandarin, français
- Durée : 85 minutes
- Date de sortie : Taïwan : 2 avril 2010

## Distribution
- Jack Yao : Kai
- Amber Kuo : Susie
- Jack Kao : le père de Kai
- Paul Chiang : Gao
- Vera Yen : Peach
- Frankie Kao : Bao Ge
- Lawrence Ko : Hong
- Joseph Chang : Jiyong
- Tseng Pei-yu : Yuan Yuan
- Tony Yang : Lei Meng
- Brian Wong : Roux (Redhead)
- Jonah Tseng : Wushing

## Distinctions
En 2010, le film est récompensé en France au Festival du film asiatique de Deauville, où il reçoit le Lotus du jury, ex æquo avec Paju de la réalisatrice sud-coréenne Park Chan-ok. La même année, en Allemagne, il reçoit le Prix du Meilleur film asiatique attribué par le Network for the Promotion of Asian Cinema (NETPAC Award) pendant le Festival international du film de Berlin. Aux États-Unis, toujours en 2010, le film remporte le prix de la Meilleure histoire (Best Narrative) au Festival international du film asiatique de San Francisco.